# Жилон Парижский
Жило́н Пари́жский (фр. Gilon de Paris или Gilles de Paris, англ. Gilles de Paris , лат. Gilo Parisiensis; точная дата смерти неизвестна, приблизительно около 1139—1142 годов) — французский кардинал-поэт.

## Биография
Родился в провинции Туси во Франции. Сначала он становится архидиаконом в Париже, а затем, в 1119 году, перебирается в монастырь Клюни. Пользовался расположением римского папы Каликста II, который назначил его кардиналом-епископом епархии Фраскати, где он прослужил с декабря 1122 (или с марта 1123) по 1139 годы. Также он являлся папским легатом в Польше в 1120-х годах (точная дата неизвестна, 1123-24 или 1125-27 годы).
Папа Гонорий II в 1129—1130 годах послал его в Святую землю для прекращения раздоров между патриархами тирским и антиохийским.
Жилон Парижский не участвовал в двойных папских выборах 1130 года, но по возвращении из Сирии он оказал поддержку антипапе Анаклету II.
После смерти Анаклета Жилону Парижскому удалось установить хорошие отношения с папой Иннокентием II, который вернул ему звание кардинала 29 мая 1138 года. Однако во время Второго Латеранского собора в апреле 1139 года он был вновь свергнут вместе с другими бывшими сторонниками антипапы.
Умер Жилон Парижский не позднее начала 1142 года.

## Произведения
Известны следующие его произведения:
- «De Via Hierosolymitana» (6 книг в стихах, напечатаны в «Thesaurus anecdotorum» Мартена и Дюрана),
- «Vie de Saint-Hugues»,
- «Epistola ad Bernardum» (в «Reliquiae manuscriptorum» Людевига).